# Miodrag Živković (Bildhauer)

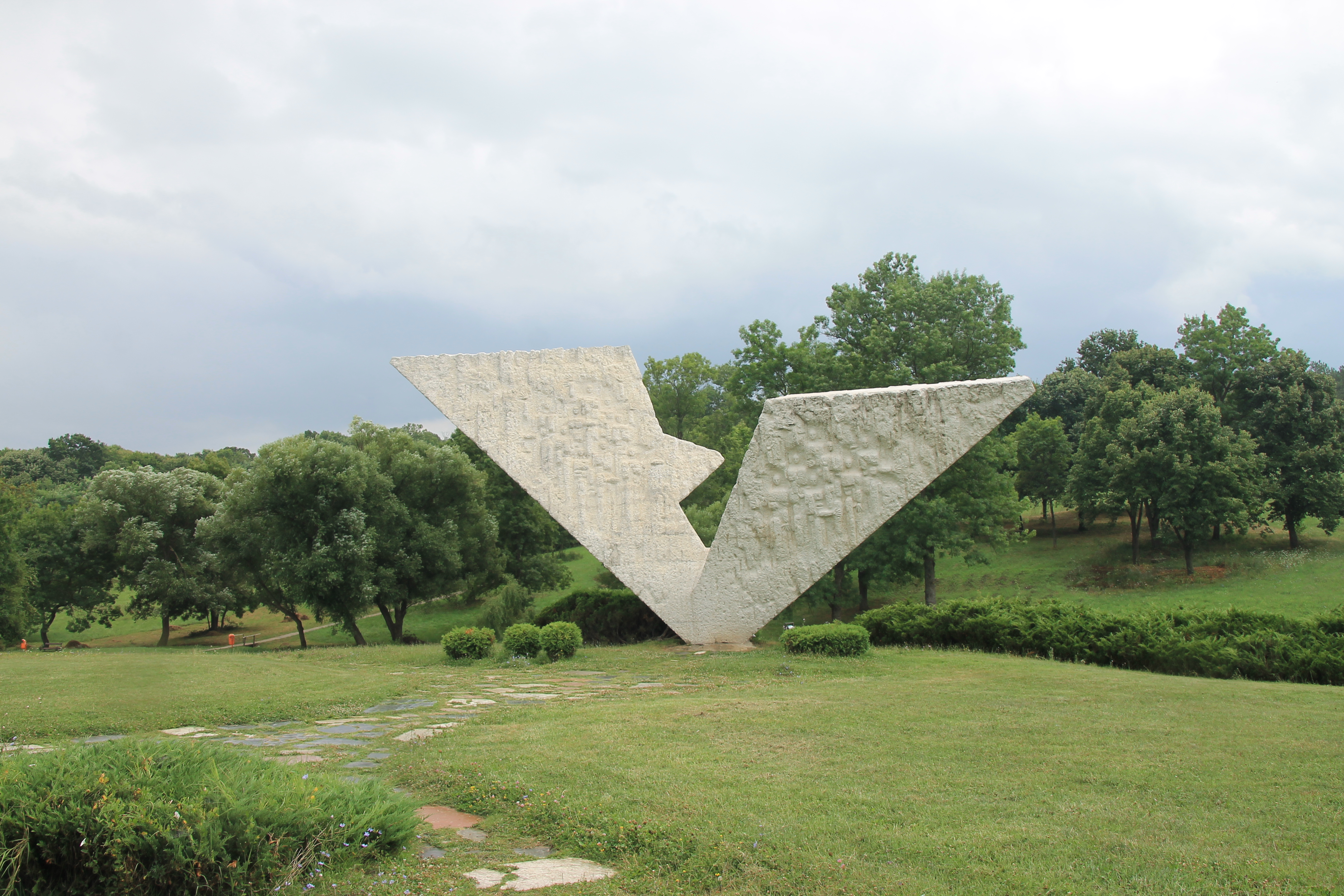
Šumarice Memorial Park

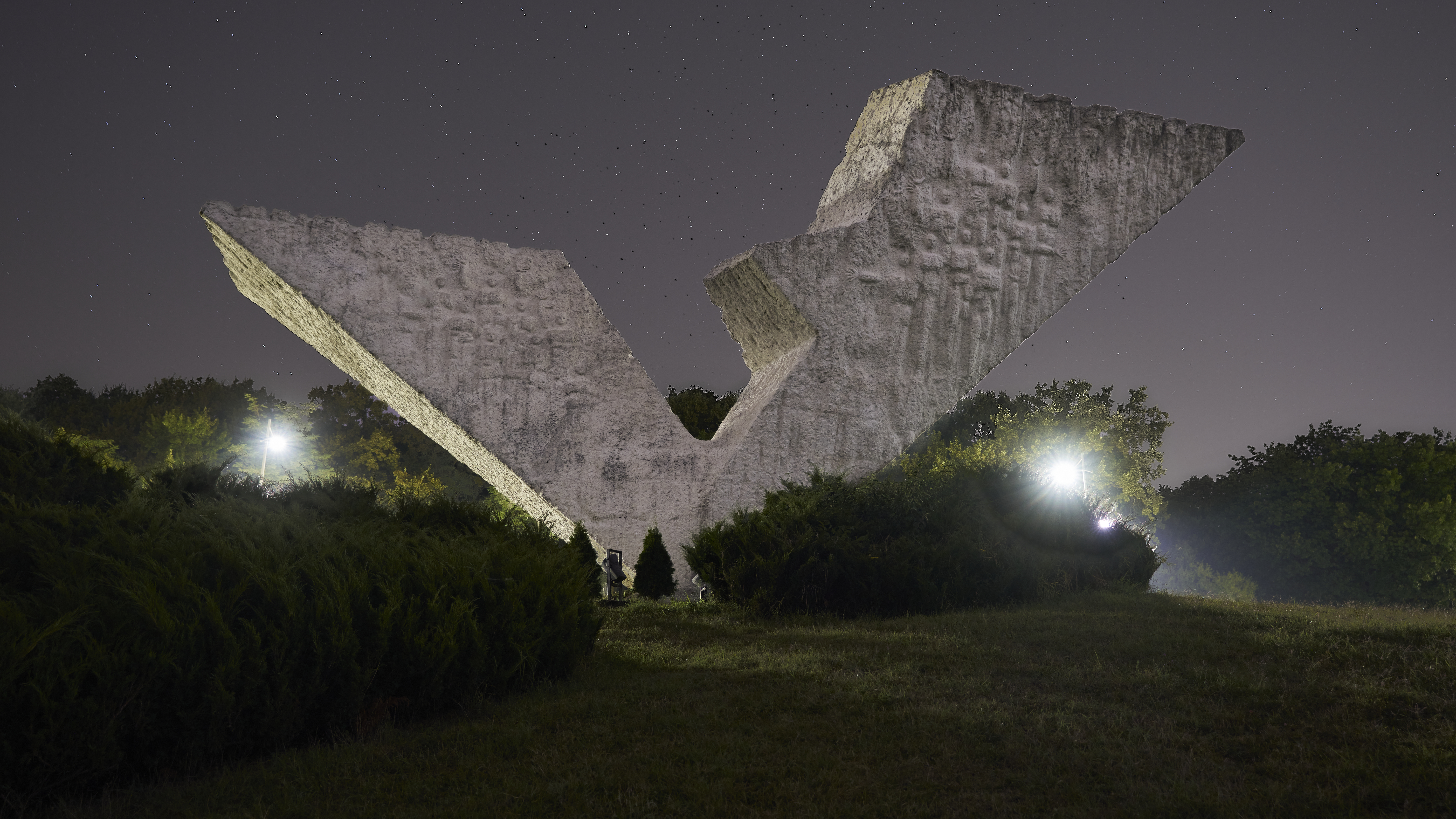
Ewiger Ruhm den erschossenen Studenten und Bürgern von Kragujevac.

Miodrag Živković (Миодраг Живковић, * 1928 in Leskovac; † 2020 in Belgrad) war ein serbischer Bildhauer, der für seine Arbeiten an Denkmälern in der ehemaligen Sozialistischen Föderativen Republik Jugoslawien (SFRJ) bekannt wurde.

## Biografie

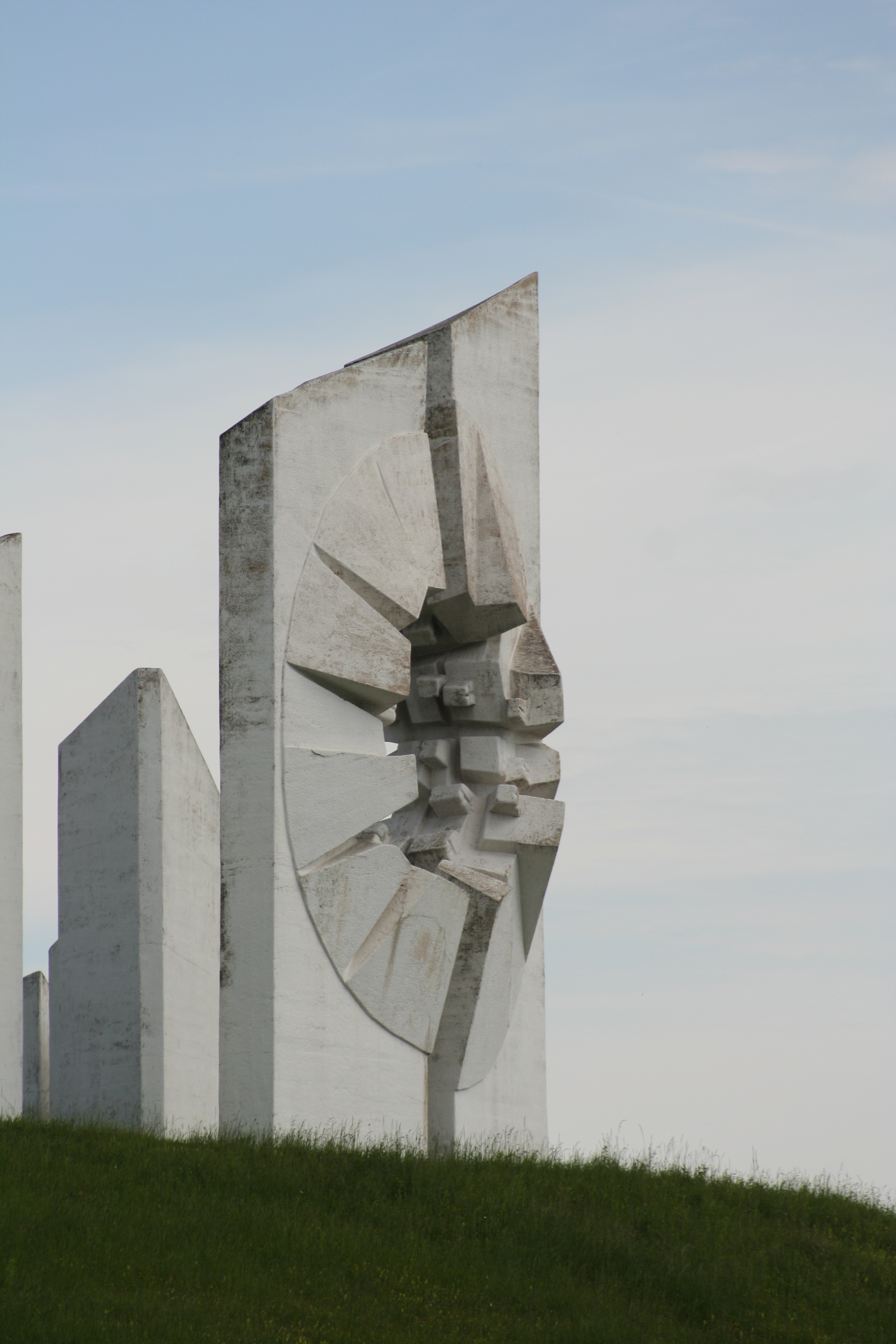
Kadinjača-Denkmal (Ausschnitt)

Živković wuchs in der Stadt Leskovac im südlichen Serbien auf. Er zog 1944 im Alter von 16 Jahren mit seiner Familie, direkt nach der Befreiung Serbiens von den Nazis, nach Belgrad. Živković schrieb sich 1946 an der Akademie der Angewandten Kunst in Belgrad ein, um Bildhauerei zu studieren. Nach seinem Abschluss im Jahr 1952 leistete er seinen Wehrdienst in der Jugoslawischen Armee (Narodna Armija (JNA)) ab und begann nach dessen Beendigung eine Lehrtätigkeit an mehreren Schulen in Serbien, gleichzeitig arbeitete er an der Verfeinerung seines persönlichen bildhauerischen Stils. Er war als Kunstlehrer in Mladenovac und Novi Beograd tätig und wurde später als Assistenzprofessor an der Fakultät für Angewandte Kunst der Universität der Künste Belgrad angestellt. 1974 wurde er Dekan, ein Amt, das er bis 1977 innehatte. Von 1977 bis 1984 leitete er die Abteilung für Bildhauerei der Fakultät. Von 1991 bis 1996 war er erneut Dekan der Fakultät.
Miodrag Živković starb im Alter von 92 Jahren.
Sein erstes Werk, die Skulptur „Borac“ (Der Kämpfer) aus dem Jahr 1951, entstand während des fünften Studienjahres an der (Akademije Umetnosti) und befindet sich in Raška. Dieses Kunstwerk gilt als Meilenstein seiner frühen Karriere und spiegelt seine kreative Entwicklung wider. Im Jahr 1968 wurde er zum Dozenten an der Akademie für angewandte Kunst in Belgrad gewählt, wo er im Bereich der angewandten Plastik unterrichtete. 1972 Erfolgte die Ernennung zum außerordentlichen Professor, 1984 erfolgte der Durchbruch. Er wurde zum ordentlichen Professor für das Fach Angewandte Bildhauerei, Vajar Skulptur im Raum und Architektur sowie für Memorienskulpturen ernannt. Zudem war er Vorsitzender des Rates der Universität der Künste in Belgrad tätig. Миодраг Живковић, Entwurf nicht nur Spomeniks, des Zweiten Weltkriegs und deren Folgen zu gedenken, sondern Arbeite auch an der Fertigstellung des Gedenkparks, von Vuk Karadžić.

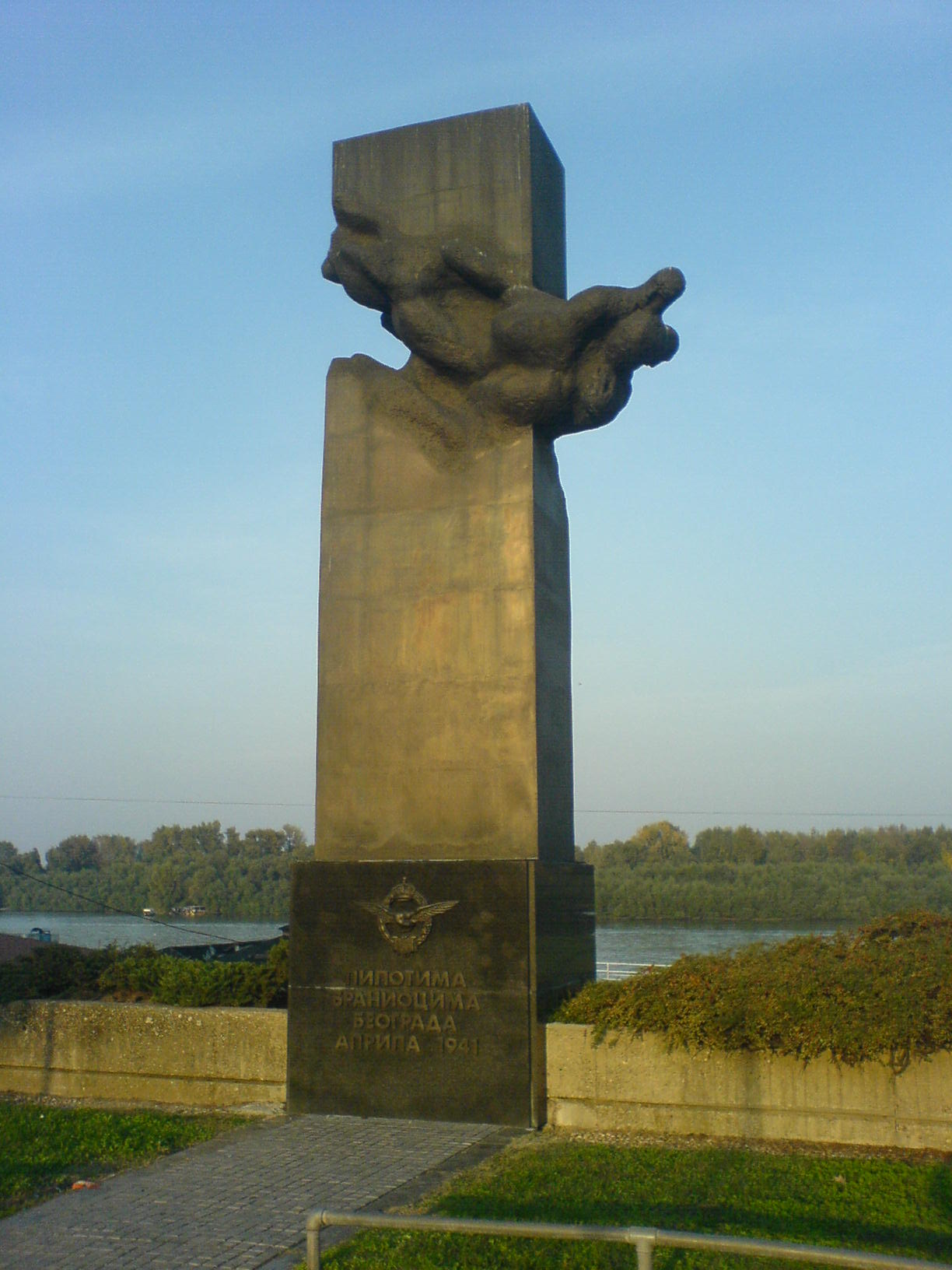
Den gefallenen Piloten von Belgrad 1941

## Kadinjaca
Das Kadinjaca, ein Kriegsdenkmal (Spomenik), ist eines der bekanntesten Werke von Miodrag Živković. Das Denkmal erinnert insbesondere an die Schlacht von Kadinjaca, bei der serbische Partisanen 1941 von der deutschen Wehrmacht überfallen und viele von ihnen getötet wurde. Es befindet sich östlich der Stadt Užice.